# 양원보
양원보(梁元寶. 1977년 1월 26일~)는 대한민국의 기자, 작가이다. JTBC의 뉴스 쇼 프로그램 《사건반장》의 진행자이다.

## 학력
- 배명고등학교 졸업
- 한양대학교 정치외교학 졸업

## 상세
1977년 1월 24일, 전라북도 전주시에서 4남 1녀 중 막내 아들로 태어났다. 배명고등학교, 한양대학교 정치외교학과를 졸업했다.
2005년, 세계일보 정치부 기자로 근무, 2010년, 중앙일보 정치부 기자로 근무, JTBC 정치2부 정책팀 기자로 근무했다.
기자로만 있지는 않았으며 세월호 사건 당시에 취재를 하면서 기자로서는 큰 명성을 얻었다. 그리고 그러한 명성을 바탕으로 JTBC 정치 시사 프로그램으로 MC를 맡으면서 인기를 얻었다.  
2020년, 평기자에서 JTBC 차장대우로 승진하며, 국회에 출입할 수 있는 기자가 되었다.

## 경력
- 2005년 세계일보 기자 입사
  - 세계일보 특별기획취재팀 기자
  - 세계일보 정치부 정당팀 (민주당계)
- 2010년 중앙일보 이직
  - 중앙일보 정치부 기자
- 2014년 JTBC 이직
  - JTBC 정치1부 기자
  - JTBC 정치2부 기자
  - JTBC 정치부회의팀 기자
  - JTBC 정책팀 기자 · 차장대우
  - JTBC 보도국 시사뉴스2부 기자 · 차장대우
  - JTBC 뉴스콘텐트국 모바일콘텐트1팀장
  - JTBC 보도본부 보도국 모바일콘텐트1부장

## 방송

### 과거 프로그램
- JTBC 정치부 회의(2014년 4월 7일~2015년 9월 11일 / 2016년 7월 11일~2020년 1월 3일)
- JTBC 뉴스룸 - 원보가중계 코너(2020년 6월 22일~2020년 12월 3일)
- 310 중계석 - 진행(JTBC, 2020년 7월 20일~2020년 12월 4일)
- 다수의 수다 - 기자 편(2021년 12월 24일)

### 현재 프로그램
- 사건반장 - 진행(2020년 12월 7일~)

## 수상 내역
- 2008년 10대 인권보도상
- 2009년 6월 이달의 기자상, 제11회 국제 앰네스티 언론상
- 2009년 12월 이달의 기자상, 제12회 국제 앰네스티 언론상

## 저서
- 2009년 네거티브 전쟁
- 2013년 내 안엔 악마가 있다-대표 사형수 15인 해부
- 2014년 한국의 연쇄 살인범 X파일
- 2018년 1996년 종로, 노무현과 이명박 - 엇갈린 운명의 시작